# Кефал (Византия)
Кефал (греч. κεφαλή, «глава») — именование местных и провинциальных губернаторов в поздней Византийской империи.
Термин появился во второй половине XIII века, и своим происхождением был обязан разговорной речи. Он не упомянут в византийской имперской иерархии, но сохранилось его описание. Кефал был преемником дуки в качестве гражданского и военного правителя административной области, известной как катепаникион и кефалатикион. По своему размеру эти провинции могли варьироваться от нескольких деревнь, окружавших место проживания кефалла (кастрон — «крепость») до небольшого острова в Эгейском море. Эта схема применялась во Втором Болгарском царстве (болг. кефалия, кефалия) и Сербской империи (серб. кефалиja, кефалиджа).
Обычно ими были родственники византийского императора или представители аристократии. С ростом децентрализации в империи и создания апанажей в формате полунезависимых деспотов к концу XIV века эти должности вышли из употребления.